# Селець (Іновроцлавський повіт)
Селець (пол. Sielec, нім. Schellstein) — село в Польщі, у гміні Яніково Іновроцлавського повіту Куявсько-Поморського воєводства.
Населення — 124 особи (2011).
У 1975-1998 роках село належало до Бидгощського воєводства.

## Демографія
Демографічна структура станом на 31 березня 2011 року:
|          | Загалом | Допрацездатний вік | Працездатний вік | Постпрацездатний вік |
| -------- | ------- | ------------------ | ---------------- | -------------------- |
| Чоловіки | 61      | 13                 | 43               | 5                    |
| Жінки    | 63      | 13                 | 39               | 11                   |
| Разом    | 124     | 26                 | 82               | 16                   |